# Galeria de Artă „Gyárfás Jenő”
Galeria de Artă „Gyárfás Jenő” este un muzeu național din Sfântu Gheorghe, amplasat în Piața Libertății nr. 2. Din 1 aprilie 2010, în cadrul Muzeului Național Secuiesc funcționează o galerie de artă contemporane (singura din Transilvania). Galeria MAGMA s-a deschis la parterul Bazarului, în centrul orașului, constituind totodată o extindere în timp și spațiu a expoziției permanente „Panteon” a Galeriei de Artă „Gyárfás Jenő”. Mai multe informații (numai în limba maghiară): http://www.magma.maybe.ro